# لاکشمانا (نیایشگاه)
لاکشمانا (انگلیسی: Lakshmana Temple, Khajuraho India) نیایشگاهی در هندوستان است. ایم بنا از میراث‌های جهانی یونسکو در هند است.

## نگارخانه

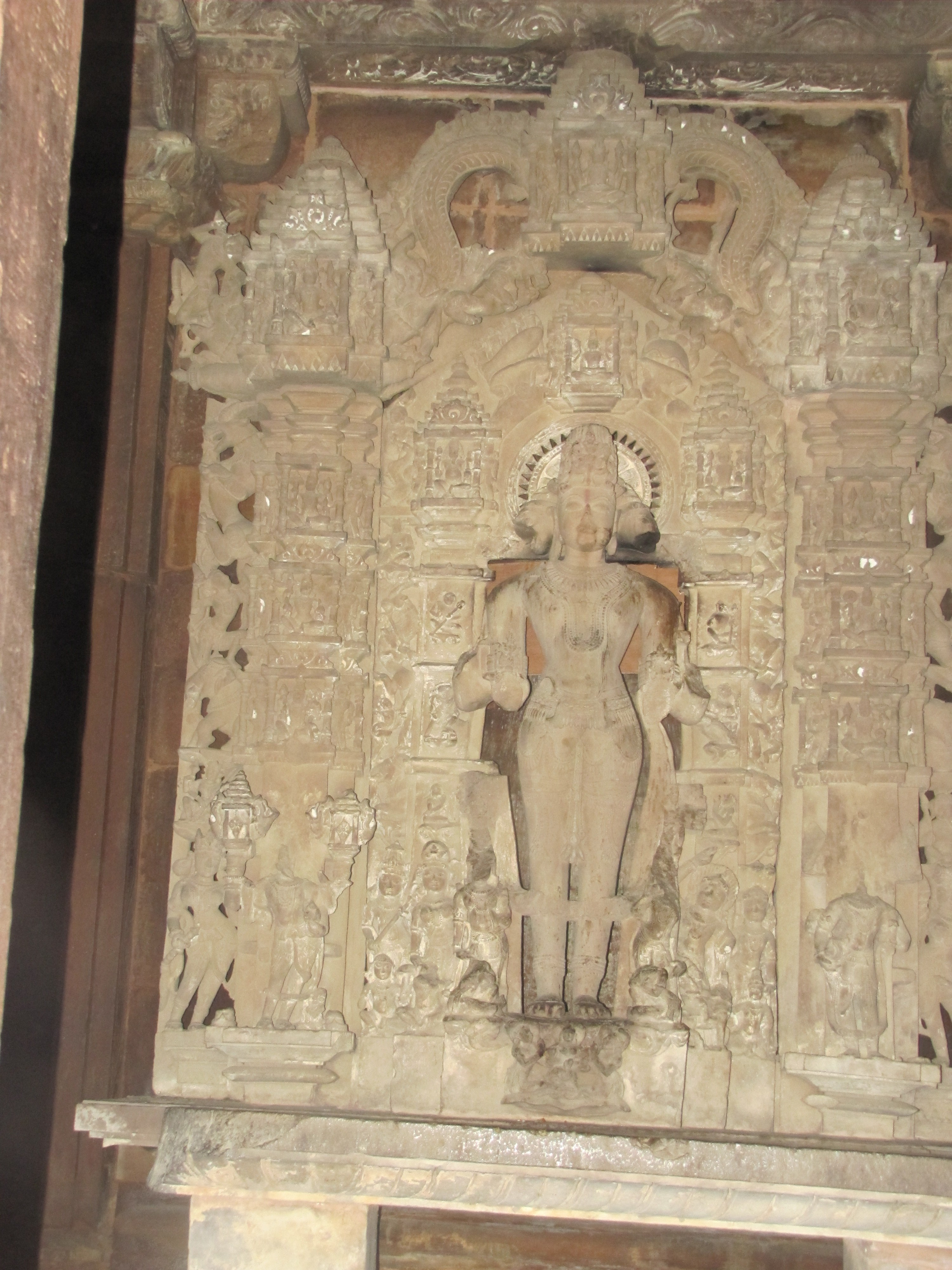